# Jan Garber
Jan Garber; eigentlich Jacob Charles Garber (* 5. November 1894 in Indianapolis, Indiana; † 5. Oktober 1977 in Shreveport, Louisiana) war ein US-amerikanischer Violinist und Big-Band-Leader im Bereich des Swing und der Populären Musik.

## Leben
Jan Garber hatte schon um 1917 eine erste eigene Band; seine Glanzzeit hatte der Bandleader in den 1920er und 1930er Jahren, als er „The Idol of the Airwaves“ – so erfolgreich wie seine Zeitgenossen Paul Whiteman und Guy Lombardo war.
Garber war nach dem Ersten Weltkrieg Violinist beim Philadelphia Orchestra und gründete 1921 mit dem Pianisten Milton Davis das Garber-Davis Orchestra, das bis 1924 bestand. Dessen Hauptquartier war Atlanta; sie spielten im Süden und Südosten der Vereinigten Staaten, wo es große Popularität genoss. Aufnahmen entstanden für Victor Records („Oh! Gee, Oh! Gosh, Oh! I’m in Love“). Nach der Trennung von Davis gründete er sein eigenes Orchester in Chicago, das sowohl sweet und hot Tanzmusik spielte und für MCA aufnahm. Während der Depressionszeit hatte Garber Probleme, die Band weiterzuführen; in den 1930er-Jahren formierte er das Ensemble als Big Band um, zog 1934 an die Westküste, wo er ein Engagement im Catalina Island’s Avalon Ballroom und später im Palomar Ballroom hatte, und nahm eine Reihe von Alben für Victor auf. Während des Zweiten Weltkriegs spielte Garber (statt wie bisher im Guy Lombardo ähnlichen Sweet-) im Swing-Stil, sein Arrangeur in dieser Phase war Gray Rains, Bandsängerin war Liz Tilton. Da sein Publikum Garbers Stilwechsel nicht goutierte, löste er die Swingband im Frühjahr 1945 auf und kehrte ein halbes Jahr später mit neuem Ensemble zu seinem Sweet-Stil zurück und nahm für Black & White Records auf (unter anderem mit einer Version von Irving Berlins „Doing What Comes Natur'lly“); sein Arrangeur war nun Larry Owen, langjähriger Mitarbeiter der Saxophonist Freddie Large. Garber zog Mitte der 1950er-Jahre nach Shreveport, Louisiana, trat in den Wintermonaten im Roosevelt Hotel in New Orleans auf; er leitete bis Anfang der 1970er-Jahre eigene Formationen.
Garber nahm im Lauf seiner Karriere über 750 Schallplatten auf, meist für Victor, Decca Records, Columbia Records, Okeh Records und Capitol Records.

## Diskografische Hinweise
- The Uncollected: Jan Garber (Hindsight Records, 1939–42)
- 1944 Swing Band, Vol. 1 (Circle)
- The Swinging Sweet Band, Vol. 2 (Swing Era)